# Santiago de Cuba (província)
Santiago de Cuba é uma província de Cuba. Sua capital é a cidade de Santiago de Cuba. Em 2022 tinha 1 036 281 habitantes.

## Municípios
| - Contramaestre - Mella - San Luís |  | - Segundo Frente - Songo - La Maya - Santiago de Cuba |  | - Palma Soriano - Tercer Frente - Guamá |